# Sporobolus distichivaginatus
Sporobolus distichivaginatus är en gräsart som beskrevs av Richard Walter Pohl. Sporobolus distichivaginatus ingår i släktet droppgräs, och familjen gräs. Inga underarter finns listade i Catalogue of Life.